# Pleuronectiformes
Pleuronectiformes é a ordem de peixes actinopterígeos que inclui o linguado e a solha. Os pleuronectiformes estão presentes em todos os tipos de salinidade, desde água doce a marinha. O grupo evoluiu a partir dos Tetraodontiformes há cerca de 15 milhões de anos, no Miocénico médio.
A principal característica dos pleuronectiformes é a ausência de simetria bilateral no adulto que tem o corpo achatado e fortemente comprimido, numa adaptação a um modo de vida bentónico. As alterações observadas pelos juvenis no crescimento incluem a migração de um olho para o outro lado do crânio, ficando com os dois olhos na mesma face, que vai estar virada para a superfície. Algumas espécies vivem sobre o lado esquerdo, outras sobre o lado direito, enquanto que outras são espalmadas a partir de cima.
As escamas dos pleuronectiformes são de forma ciclóide. Em algumas espécies os olhos são protuberantes, o que permite ao peixe ver mesmo quando está parcialmente enterrado na areia.

## Subordens e famílias
A ordem Pleuronectiformes inclui as seguintes subordens e famílias:
- Subordem Psettodoidei
  - Psettodidae
- Subordem Pleuronectoidei (linguados)
  - Achiropsettidae
  - Bothidae
  - Citharidae
  - Paralichthyidae
  - Pleuronectidae
  - Samaridae
  - Scophthalmidae
- Subordem Soleoidei (solhas)
  - Achiridae
  - Cynoglossidae
  - Soleidae